# 將軍山站
將軍山站（日语：／ Shōgunzan eki */?）曾是屬於北海道旅客鐵道石北本線之車站，位於北海道上川郡當麻町。車站編碼為A36，2021年3月13日因使用人數不足而廢站。廢站前每天會有4輛下行及6輛上行普通列車（其中一輛在假期停駛）在本車站停靠。車站名稱來自以前在帶領屯田兵在本地進行入殖及開拓的永山武四郎將軍。

## 車站構造
- 側式月台，1面1線的地面車站，設有等候室。
- 無人站，設有簡單的廁所及自動售票機。

## 車站周邊
車站附近為農村的風景。
- 將軍山
- 國道39號

## 歷史
- 1960年5月2日：日本國有鐵道之將軍山臨時停靠站（将軍山仮乗降場）啟用。
- 1987年4月1日：日本國鐵分割民營化，車站劃歸由JR北海道繼承並升級為將軍山站。
- 2021年3月13日：因使用人數不足，廢站[1][2][3]。

## 相鄰車站
北海道旅客鐵道（JR北海道）
■石北本線
特別快速「北見」
通過
普通（一部分列車通過此站）
當麻（A35）－將軍山（A36）－伊香牛（A37）

## 外部連結
- （日語）JR北海道 – 將軍山車站 （页面存档备份，存于）
- （日語）全驛參觀之旅 （页面存档备份，存于）